# Pince coupante
Ne doit pas être confondu avec pince-monseigneur.

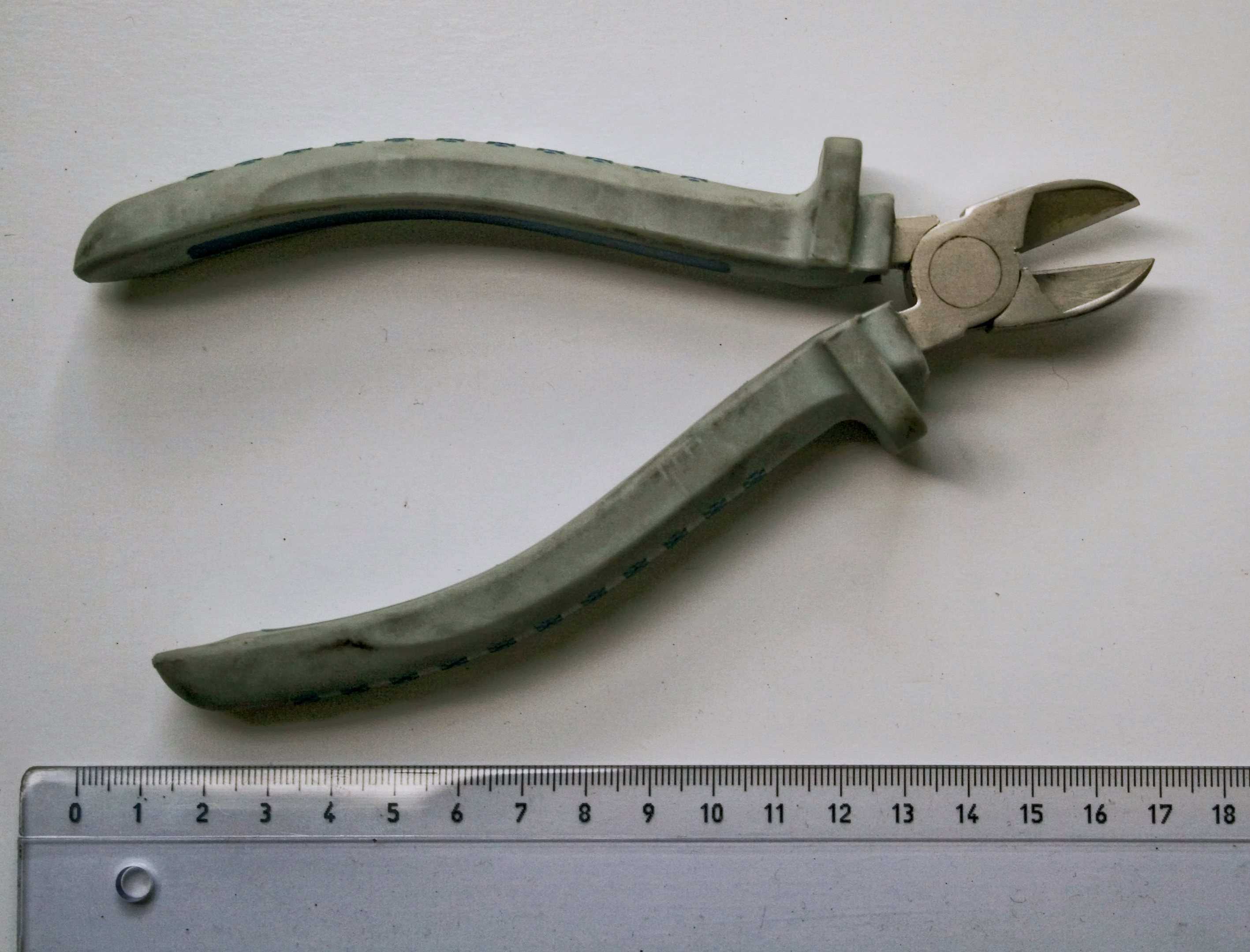
Pince coupante de côté (échelle en centimètre).

La pince coupante est un outil générique qui permet de saisir et couper de petites sections d'objets, souvent à extension unidimensionnelle comme par exemple du fil de fer, fil de laiton, fil électrique et câbles électriques, corde de piano, pointe effilée ou autre clou. Ces pinces manuelles se déclinent en une grande variété principalement suivant leur dimension (standard, grande taille, mini-pince, pince à tête longue ou pointue etc.), leurs formes ou caractéristiques de coupe (diagonale, latérale, axiale, parallèle, perpendiculaire, frontale, rasante, semi-rasante, avec facettes etc.), leurs usages (de précision, avec force démultipliée, avec ou sans protection électrique, pince d'électricien, pince électronique ou d'électronicien, industrielle, pour câbleurs etc.).

## Fabrication
Le taillant ou tranchant est la partie coupante, le plus souvent en acier trempé ou en aciers spéciaux anti-corrosion, alliages de Fe durs et résistants, à base de Fe, V, Cr, Mn, etc. La disposition du taillant peut être variable : en diagonal, latéral ou de côté, longitudinal ou dans le sens de la longueur, perpendiculaire, en parallèle etc.
Sur certains modèles, les manches sont gainées de plastique, à la fois isolant thermique et électrique, ainsi que pour assurer une prise par sa surface anti-dérapante. La protection contre les chocs électriques peut être vitale dans certaines situations imprévues, ce qui a fait disparaître les anciennes poignées métalliques.

## Modèles
Il existe plusieurs types de pinces coupantes :

### Pince coupante de devant
Appelée autrefois tenaille, et encore bien souvent ainsi en fonction de son utilisation, cette pince comporte deux mâchoires plus ou moins larges, terminées par une partie affutée à bords tranchants, perpendiculaire aux deux longs manches. Elle tire son nom du fait qu'elle coupe sur le devant de la pince.

### Pince coupante de côté
Cette pince aux manches assez courts comporte des mâchoires en forme de bec, avec les parties coupantes parallèles ou des mâchoires qui se ferment en parallèle. Elle tient son nom de fait qu'elle coupe par le côté de la pince. 
Les diverses pinces diagonales sont des pinces coupantes latérales, offrant une surface de coupe parallèle différente des ciseaux. La découpe s'effectue avec des lames robustes, qui sectionne sans difficulté divers fils métalliques.
Ce type de pince coupante ordinaire est préférée par les électriciens.

### Pince coupante arasante
Ces pinces ont un bec asymétrique, permettant à la coupe de se faire au ras d'un objet, afin d'éviter que l'objet coupé ne dépasse.

### Coupe câble
Les coupes câbles sont des pinces de côté améliorées, souvent dotées d'une mécanique beaucoup plus sophistiquée : ciseaux
- Démultipliée avec cliquet anti-retour ;
- Assistance hydraulique ;
- Assistance électrique.

Un coupe câble peut avoir la partie coupante des mâchoires de forme concave de manière que le câble soit enserré lors de la coupe (et non pas écrasé) et que celle-ci soit plus nette.

### Coupe-boulon

Coupe-boulon.

Un coupe-boulon est une variante robuste de pince coupante, à grande mâchoire et long manche. C'est une grosse pince coupante de côté dont le manche offre une grande démultiplication, ce qui permet de couper des cadenas, chaînes, tiges ou tirants de fer, et autres grosses pièces de métal. Les tiges métalliques de diamètre moyen, soit moins d'1 cm, sont sectionnées sans trop d'effort. Comme les coupe-câbles, les coupe-boulons peuvent être assistés hydrauliquement ou par d'autres systèmes d'amplification de force.
Par un abus de langage, bien compréhensible puisque cet outil est apprécié des voleurs et malfrats, le coupe-boulon est communément appelé « pince-monseigneur », bien que les deux outils à la Belle Époque soient différents. Rappelons que la pince-monseigneur ou un monseigneur est un simple levier qui permettait de fracturer huis et coffre au XIXe siècle. Très utilisée sur les chantiers où du béton est coulé dans des armatures de fer ou ferrailles, le coupe-boulon se nomme trivialement coupe ferraille ou "pince coupante à ferraille".[réf. nécessaire]